# Rode snuitvlieg
De rode snuitvlieg (Rhingia rostrata) is een vliegensoort uit de familie van de zweefvliegen (Syrphidae). De wetenschappelijke naam van de soort is gepubliceerd in 1758 door Linnaeus in de tiende editie van Systema naturae. In veel delen van Europa komt hij van maart tot november voor, maar in veel delen van zijn verspreidingsgebied is hij iets minder algemeen dan Rhingia campestris.  In Groot-Brittannië komt hij alleen voor in het zuiden van Engeland. Hij heeft een breed oranje achterlijf, maar zonder de zwarte lijn langs de zijkant van het achterlijf zoals bij Rhingia campestris. Ook levende Rhingia rostrata heeft een oranje scutellum, maar dit vervaagt naar bruin bij dode exemplaren. Maar hij heeft nog steeds de kenmerkende lange snuit van alle Rhingia-soorten. Larven worden geassocieerd met koeienmest. Volwassen dieren voeden zich met nectar en stuifmeel. 